# 海兴县
海兴县在河北省东南部、宣惠河下游，是沧州市下辖的一个县，邻接山东省，东滨渤海。縣人民政府駐蘇基鎮海政路。

## 人口
根據第七次人口普查數據，截至2020年11月1日零時，海興縣常住人口為189273人。

## 地理

### 气候
属暖温带亚湿润气候区，年均温12.1℃，年降水量600毫米。

## 行政区划
海兴县下辖3个镇、4个乡：
苏基镇、辛集镇、高湾镇、赵毛陶镇、香坊乡、小山乡、张会亭镇、海兴县农场、青先农场和青锋农场。

## 交通
- 338国道0公里起点。